# Paul Tirard

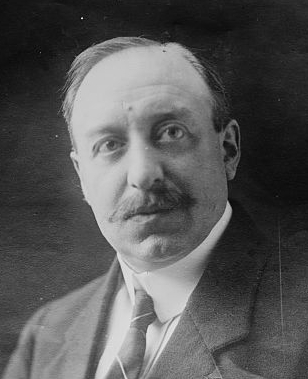
Paul Tirard

Paul Tirard, född 2 juni 1879 i Nogent-le-Rotrou, död 23 december 1945, var en fransk ämbetsman och politiker.
Tirard var länge varit anställd i Conseil d'état, där han avancerade till maître des requêtes. Han var kabinettschef i ett par ministerier och (1912–14) generalsekreterare åt franske residenten i Marocko samt var under första världskriget chef för stora franska högkvarterets kansli för ärenden rörande Elsass-Lothringen och sändes i oktober 1916 till Ryssland i syfte att förbättra de ekonomiska relationerna mellan de båda länderna, ett uppdrag som avslutades först i juni 1917. 
Efter vapenstilleståndet i november 1918 blev Tirard generalkontrollör vid förvaltningen av de ockuperade tyska områdena vid Rhen samt i oktober 1919 fransk överkommissarie i Rhenprovinsen och president i den enligt Versaillesfreden tillsatta Interallierade Rhenlandskommissionen. Som sådan främjade han förfranskningssträvandena.